# Linia kolejowa nr 401
Linia kolejowa nr 401 – jedno- i dwutorowa, zelektryfikowana, pierwszorzędna linia kolejowa znaczenia państwowego łącząca Dąbie (osiedle Szczecina) ze Świnoujściem przez Goleniów, Wysoką Kamieńską, Wolin i Międzyzdroje. Jest w całości położona w województwie zachodniopomorskim, na obszarze działania Zakładu Linii Kolejowych PKP PLK w Szczecinie.

## Historia do 1945
Pierwszy odcinek do Goleniowa i dalej po trasie linii nr 402 do Gryfic został zbudowany przez Altdamm-Colberger Eisenbahn-Gesellschaft (ACE), czyli Towarzystwo Kolei Żelaznej Dąbsko-Kołobrzeskiej, i oddany do użytku w 1882 r. Kolejny odcinek z Goleniowa do Wolina wybudowała 10 lat później Preußische Ostbahn, czyli Pruska Kolej Wschodnia. Po upaństwowieniu Ostbahnu w 1888 r. następny odcinek linii został zbudowany jeszcze przed końcem XIX wieku pod szyldem Preußische Staatseisenbahnen, czyli Pruskich Kolei Państwowych. W 1899 r. otwarto odcinek do Międzyzdrojów, a rok później do Świnoujścia. W 1901 r. połączono obecną stację w Świnoujściu (na wyspie Wolin) kolejową przeprawą promową z dworcem Swinemünde Hauptbahnhof (Świnoujście Główne) na wyspie Uznam.
W ostatnim przed końcem II wojny światowej niemieckim rozkładzie jazdy pociągów Kursbuch (tabela 124e) na trasie Szczecin Gł. – Świnoujście Gł. kursowało 5 par pociągów oraz dodatkowo 6 par na odcinku Szczecin Gł. – Goleniów (docelowo do/z Nowogardu lub Kołobrzegu).
Nazwy miejscowości na linii przed 1945 r.:
| - Altdamm → Szczecin Dąbie - Arnimswalde → Szczecin Załom - Christinenberg → Kliniska - Rörchen → Rurka - Gollnow → Goleniów - Gollnowshagen → Białuń - Honigkaten → Grzybnica - Kantreck → Łożnica - Rackitt (Pommern) → Rokita - Wietstock (Pommern) → Wysoka Kamieńska | - Parlowkrug → Parłówko - Alt Tessin → Troszyn - Hagen (Pommern) → Recław - Wollin → Wolin - Groß Mokratz → Mokrzyca Wielka - Rehberg → Ładzin - Warnow (Pommern) → Warnowo - Misdroy → Międzyzdroje - Liebeseele → Lubiewo (obecnie cz. Międzyzdrojów) - Pritter → Przytór (obecnie cz. Świnoujścia) - Ostswine → Warszów (obecnie cz. Świnoujścia) |

## Historia po 1945
W latach 1945–1948 r. z powodu zburzonego mostu na Dziwnie pociągi kursowały do stacji Recław i od Wolina Pomorskiego. Pod koniec lat 40. dla ruchu pasażerskiego otwarto stację Odra Port (obecny przystanek Świnoujście Port). W latach 50. lub 60. zlikwidowano przystanek Grzybnica i zmieniono nazwy stacji Odra na Świnoujście oraz Odra Port na Świnoujście Port. W 2004 r. zamknięto dla ruchu pasażerskiego przystanek Szczecin Dąbie Osiedle.
W 1981 r. na większości linii (od Szczecina Dąbia do Świnoujścia) kursowało 12 par pociągów osobowych, ponadto 5 par pociągów pospiesznych kursujących tylko w sezonie wakacyjnym (żaden nie rozpoczynał trasy w Szczecinie). Tylko 1 para pociągów kończyła lub zaczynała bieg na stacji Świnoujście Port. Również jedna para kursowała do Kamienia Pomorskiego przez Wysoką Kamieńską, a 5 par do/z lub przez Goleniów w kierunku Gryfic.
W grudniu 1979 r. zakończono elektryfikację linii do Goleniowa, a rok później jej pozostałą część. Pomiędzy nastawniami „SDA” (na linii 351 z kierunku Stargardu) a „SDC” (na linii 401) znajduje się tor łączący nr 857, z którego korzystają pociągi kursujące pomiędzy Goleniowem a Stargardem z pominięciem Szczecina Głównego (i Szczecina Dąbia). Cała linia 401 jest objęta umowami europejskimi: AGC jako linia „E-59” (o głównych międzynarodowych liniach kolejowych) i AGTC jako linia „C-E 59” (o ważnych międzynarodowych liniach transportu kombinowanego i obiektach towarzyszących).
W listopadzie 2011 roku, po modernizacji szlaku Szczecin Dąbie „SDC” – Szczecin Załom – Kliniska, nastąpiło zamknięcie stacji Szczecin Załom i jej przekwalifikowanie na przystanek osobowy, a tym samym stworzenie szlaku Szczecin Dąbie „SDC” – Kliniska. 19 kwietnia 2017 rozstrzygnięto przetarg na remont toru nr 1 linii kolejowej z Białunia do Łożnicy, co pozwoli podnieść prędkość z obecnych 100 km/h do 120 km/h.
W sierpniu 2025 roku PKP Polskie Linie Kolejowe S.A. podpisały umowę na modernizację odcinka linii kolejowej nr 401 od stacji Szczecin Dąbie do stacji Lubiewo (km 88,1). Prace obejmą m.in. wymianę torów, urządzeń sterowania ruchem kolejowym oraz modernizację infrastruktury pasażerskiej i przepustów. Inwestycja ma na celu podniesienie prędkości pociągów pasażerskich do 140 km/h oraz poprawę przepustowości trasy prowadzącej do portów morskich w Szczecinie i Świnoujściu. Prędkość pociągów towarowych na tym odcinku wzrośnie do 100 km/h. Modernizacja przyczyni się również do skrócenia czasu przejazdu pomiędzy Szczecinem a Świnoujściem o około 10 minut. Zakończenie prac planowane jest na drugą połowę 2026 roku.

## Statystyki linii
Dla pociągów pasażerskich i szynobusów prędkość maksymalna 130 km/h jest dozwolona na długości niecałych 20 km obu torów, a na pozostałym odcinku wynosi co najmniej 70 km/h. Ograniczenia do 80  km/h występują od Warnowa do Świnoujścia Portu (na obu torach) oraz od 42 km (przed Rokitą) do Wysokiej Kamieńskiej (tylko na torze parzystym). Dla pociągów towarowych prędkość maksymalna na większości linii wynosi 70 km/h, a na odcinku od Rurki do Goleniowa na torze parzystym mogą rozwijać prędkość do 80 km/h.
Minimalny (hipotetyczny) czas przejazdu całej linii z maksymalną dozwoloną prędkością wynosi 1:02 h dla toru nieparzystego (pasażerskie i szynobusy – średnio 96,2 km/h) oraz 1:30 h dla towarowych (śr. 66 km/h). Na torze parzystym 58 minut dla pasażerskich i szynobusów (98,8 km/h) i 1:27 h dla towarowych (66 km/h).
Porównanie czasu przejazdów pomiędzy Szczecinem Dąbiem a Świnoujściem dla pociągów osobowych w wybranych latach (wartości uśrednione):
| - 1944/45 r.: ok. 3:10 h - 1948 r.: ok. 3:05 h - 1951/52 r.: ok. 2:30 h - 1967/68 r.: ok. 2:25 h - 1983/84 r.: ok. 2:00 h | - 1989/90 r.: ok. 2:00 h - 1995/96 r.: ok. 1:55 h (ze Świnoujścia 2:05 h) - 2002 r.: ok. 2:00 h - 2007 r.: ok. 1:50 h (pospieszne: 1:30 h) - 2009 r.: ok. 1:34 h (pospieszne: 1:25 h) - 2016 r.: ok. 1:11 h – pociąg przyspieszony Błękitny (pospieszne: 1:26 h) |

## Ruch pociągów pasażerskich

### Połączenia dalekobieżne
Linia 401 ze względu na swój turystyczny charakter jest zapełniona pociągami głównie w lipcu i sierpniu. Przez wiele lat jedynym pociągiem dalekobieżnym dojeżdżającym do Świnoujścia poza sezonem był nocny pociąg do Warszawy i Krakowa, jednak pod koniec 2015 roku został uruchomiony pociąg do Warszawy Wschodniej. Od 18.06.2025 przedłużono pociąg Pendolino do Świnoujścia z Warszawy przez Szczecin.

### Połączenia regionalne
Wszystkie pociągi na linii 401 są obsługiwane przez Polregio – są to połączenia relacji Szczecin Główny – Świnoujście Port (część relacji ze stacji Poznań Główny), Szczecin Główny – Kamień Pomorski, Szczecin Główny – Kołobrzeg oraz Szczecin Główny – Port Lotniczy Szczecin–Goleniów.
| Odcinek                        | Liczba par |
| ------------------------------ | ---------- |
| Szczecin Dąbie – Goleniów      | 19         |
| Goleniów – Wysoka Kamieńska    | 10         |
| Wysoka Kamieńska – Świnoujście | 8          |
| Świnoujście – Świnoujście Port | 2          |